# Épimérisation
Une épimérisation est une réaction chimique qui inverse la configuration absolue d'un et un seul centre asymétrique tétraédrique dans une molécule en contenant plusieurs. La molécule de départ et le résultat de la réaction d'épimérisation sont appelés des épimères. Dans un sens plus large, le terme épimérisation est utilisé pour décrire la perte involontaire de pureté optique d'un centre asymétrique, quel que soit le nombre de centres asymétriques dans la molécule. Dans tous les cas, l'épimérisation n'est pas forcément complète.

## Nomenclature
Dans la nomenclature substitutive classique, les épimères sont notés classiquement avec les stéréodescripteurs R et S, par exemple, ci-dessous, le β-D-glucose (à gauche) et son épimère en position 4.
Dans la nomenclature des produits naturels, le préfixe épi est souvent utilisé car il permet de conserver dans le nom de l'épimère le nom du produit naturel. Il doit être précédé du locant dans la numérotation du produit naturel.

## Épimérisation (et racémisation)
Certaines positions relatives à des groupes fonctionnels sont connues pour être facilement épimérisables. L'une des plus communes est la position α d'un groupe carbonyle ou carboxyle : cette position est très activée par mésomérie, surtout dans le cas du carbonyle (tautomérie céto-énolique). Dans l'exemple ci-dessous, la cétone asymétrique est en équilibre avec sa forme énolique qui est achirale. Sauf contraintes stéréoélectroniques particulières, la reformation de la cétone donne lieu à la création de deux épimères (deux énantiomères dans ce cas précis). Cela peut conduire à une racémisation complète en α de la fonction carbonyle.